# والختی
والَختی به فرایندی گفته می‌شود که در طی آن یک کلویید لخته‌شده به حالت پاشیدهٔ اولیهٔ خود باز می‌گردد. یکی از عواملی که می‌تواند باعث والختی شود، شستن کلویید لخته‌شده با مقداری آب دیونیزه است که باعث می‌شود مقداری از الکترولیتی که قبلاً موجب لخته‌شدن کلویید شده‌است، از مایعی که بین ذرات جامد قرار دارد خارج شود. این امر باعث می‌شود که حجم لایه الکتریکی مضاعف افزایش یابد. در این صورت، نیروهای دافعهٔ الکتریکی که پیش از افزودن الکترولیت به محلول کلوییدی میان ذرات بسیار ریز کلویید با بار هم‌نام وجود داشته، دوباره به وجود می‌آیند و این ذرات ریز دوباره از تودهٔ لخته‌شده جدا می‌شوند.
به همین دلیل، استفاده از آب خالص به عنوان محلول شستشو برای رسوب‌های حاصل از والختی، اغلب ناممکن است. اما این مشکل توسط شستشو با یک محلول الکترولیت فرار که با خشک‌کردن تبخیر می‌شود برطرف می‌شود. مثلاً نقره کلرید معمولاً با محلول رقیق نیتریک اسید شسته می‌شود و خود نیتریک اسید هم هنگام خشک کردن جسم جامد تبخیر می‌شود و مزاحمتی ایجاد نمی‌کند.
فرایند لخته سازی نقطهٔ مقابل والختی می‌باشد.